# Государственная премия Республики Беларусь

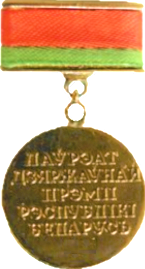
Нагрудный знак лауреата Государственной премии Республики Беларусь (1995–2014)

Государственная премия Республики Беларусь (бел. Дзяржаўная прэмія Рэспублікі Беларусь) является свидетельством высшего признания заслуг деятелей науки и техники, литературы, искусства и архитектуры перед обществом и государством. Начиная с 2016 года президент Республики Беларусь присуждает её один раз в четыре года гражданам Беларуси.
Каждые четыре года три Государственные премии вручаются в двух областях:
- наука и техника — «за выдающиеся работы, открытия и научные достижения, результаты которых существенно обогатили отечественную и мировую науку и технику, оказали значительное влияние на развитие научно-технического прогресса и повышение эффективности экономики, обеспечение здоровья населения и охраны окружающей среды»;
- литература, искусство и архитектура — «за глубокие по содержанию и отличительные по форме выдающиеся работы (произведения литературы, искусства и архитектуры, достижения исполнительского мастерства), существенно обогащающие национальную и мировую культуру, способствующие утверждению общечеловеческих ценностей и идей гуманизма»[1].

Размер премии составляет 3500 базовых величин. На премию могут претендовать как один человек, так и коллектив людей, состоящий не более из шести человек, которые непосредственно внесли вклад в работу. Лицу, которому присуждена Государственная премия, присваивается звание лауреата Государственной премии и вручаются Почетный знак лауреата Государственной премии и диплом лауреата Государственной премии. В случае присвоения премии коллективу авторов звание лауреата Государственной премии присваивается каждому автору, денежная часть премии делится между ними в равных долях, а Почетный знак и диплом вручаются каждому лауреату.

Подготовка предложений о присуждении государственных премий Республики Беларусь производится Комитетом по Государственным премиям Республики Беларусь с последующим внесением этих предложений в установленном порядке на рассмотрение Президента Республики Беларусь.

Нагрудный знак лауреата Государственной премии Республики Беларусь (1992–1995)
Нагрудный знак лауреата Государственной премии Республики Беларусь (1995–2014)
Нагрудный знак лауреата Государственной премии Республики Беларусь (с 2014)